# Горбуны (Себежский район)
Горбуны — деревня в Себежском районе Псковской области России.
Входит в состав сельского поселения Себежское. Численность населения деревни по оценке на начало 2001 года составляла 21 житель.

## География
Расположена на юго-западе региона,  в лесной местности у восточного прибрежья Себежского озера, на территории национального парка «Себежский», в 8 км к востоку от города Себеж и в 2 км к северу от бывшего волостного центра д. Чернея.

## Климат
Климат, как и во всем районе, умеренно континентальный. Характеризуется мягкой зимой, относительно прохладным летом, сравнительно высокой влажностью воздуха и значительным количеством осадков в течение всего года. Средняя температура воздуха в июле +17 °C, в январе −8 °C. Средняя продолжительность безморозного периода составляет 130—145 дней в году. Годовое количество осадков — 600—700 мм. Большая их часть выпадает в апреле — октябре. Устойчивый снежный покров держится 100—115 дней; его мощность обычно не превышает 20-30 см.

## История
С января 1995 до июля 2010 года деревня входила в состав ныне упразднённой Лавровской волости.

## Население
| 2001 | 2002 | 2010 |
| ---- | ---- | ---- |
| 21   | ↗25  | ↗30  |

### Национальный и гендерный состав
Согласно результатам переписи 2002 года, в национальной структуре населения русские составляли 100 % от общей численности в 25 чел., из них 14 мужчин, 11 женщин.

## Инфраструктура
Развито личное подсобное хозяйство, любительское рыболовство.

## Транспорт
Через деревню проходит областная автодорога 58К-564.
От деревни начинается автомобильная дорога местного значения «Горбуны — Бородулино» (идентификационный номер 58-254-870 ОП МП 58Н-040), протяженностью в 2,77 км.